# Trifolium bonanni
Trifolium bonanni là một loài thực vật có hoa trong họ Đậu. Loài này được PRESL miêu tả khoa học đầu tiên năm 1822.